# كوهيسيتي
كوهيسيتي (بالإنجليزية: .Cohesity, Inc) هي شركة أمريكية خاصة تعمل في مجال تكنولوجيا المعلومات، يقع مقرها الرئيسي في سان خوسيه، كاليفورنيا، ولها مكاتب في الهند وأيرلندا. تقوم الشركة بتطوير برمجيات تسمح لمحترفي تكنولوجيا المعلومات بالنسخ الاحتياطي وإدارة البيانات والحصول على رؤى منها عبر أنظمة متعددة أو موفري خدمات سحابية. وتشمل منتجاتها أيضًا ميزات مكافحة برامج الفدية، وخدمة استرداد الكوارث كخدمة، وإدارة خدمة البرمجيات (SaaS).

## التأسيس
تأسست شركة كوهيسيتي في يونيو 2013 على يد موهيت آرون [الإنجليزية]. كان آرون سابقًا أحد مؤسسي شركة التخزين نوتانكس [الإنجليزية]. بينما كانت لا تزال في وضع التخفي [الإنجليزية]، أغلقت جولة التمويل الأولي (السلسلة A) بقيمة 15 مليون دولار.
تم إطلاق الشركة علنًا في يونيو 2015، حيث قدمت منصة مصممة لتوحيد وإدارة البيانات الثانوية. وفي أكتوبر، أعلنت شركة كوهيسيتي عن الإطلاق العام لمنتجات إدارة البيانات الخاصة بها، داتا بلاتفورم وداتا بروتكت. وكجزء من الخروج من وضع التخفي، أعلنت الشركة عن جولة تمويل من (السلسلة B) بقيمة 55 مليون دولار، ليصل إجمالي تمويلها في تلك المرحلة إلى 70 مليون دولار.
في فبراير 2016، أعلنت الشركة عن الجيل الثاني من داتا بروتكت وداتا بلاتفورم. وفي شهر يونيو، أطلقت الشركة منتجاتها 3.0، مما أدى إلى توسيع نطاق حماية البيانات إلى الخوادم المادية. وبحلول شهر يونيو أيضًا، جمعت الشركة 70 مليون دولار في تمويل المشاريع في جولتين مع جوجل فينتشرز، وكوالكوم فينتشرز [الإنجليزية]، وسيكويا كابيتال.
في 4 أبريل 2017، أعلنت شركة كوهيسيتي عن جولة تمويلية من (السلسلة C) بقيمة 90 مليون دولار، بقيادة جوجل فينتشرز (GV)، الذراع الاستثمارية لشركة ألفابت، والشركة الأم لشركة جوجل، وشركة سيكويا كابيتال. أما في نوفمبر 2017، كان لدى شركة كوهيسيتي 300 موظف.
في 11 يونيو 2018، أعلنت الشركة عن جولة تمويلية من (السلسلة D) بقيمة 250 مليون دولار بقيادة صندوق رؤية سوفت بنك الاستثماري. في شهر أغسطس، قدمت الشركة وحدة تحكم إدارية تعتمد على نظام البرمجيات كخدمة (SaaS) أطلقت عليها اسم هيليوس (Helios).
في فبراير 2019، أطلقت كوهيسيتي سوقها الإلكتروني لبيع التطبيقات التي تعمل على منصة البيانات الخاصة بها. وفي شهر مايو، قامت الشركة بأول عملية استحواذ لها من خلال شراء إيمانيس داتا (Imanis Data)، وهو مزود لبرامج حماية قواعد البيانات غير العلائقية (NoSQL). ثم أعلنت الشركة في شهر يوليو أنها ستعترف بالإيرادات بشكل رئيسي من مبيعات البرامج، مع تخفيض الاعتراف بإيرادات بيع أجهزة النسخ الاحتياطي.
في عام 2020، جمعت كوهيسيتي مبلغ 250 مليون دولار في جولة تمويلية إلكترونية. وبحلول ديسمبر 2021، جمعت الشركة إجماليًا قدره 660 مليون دولار.
قدمت شركة كوهيسيتي طلبًا للاكتتاب العام الأولي (IPO) في ديسمبر 2021.
في أبريل 2022، دخلت كوهيسيتي في شراكة مع راك سبيس تكنولوجي [الإنجليزية]. باستخدام كوهيسيتي داتا بروتيكت كأساس لها، تعد راك سبيس تكنولوجي برنامجًا لإدارة النسخ الاحتياطي والاسترداد المُدار في بيئات متعددة السحابة. 
في أغسطس 2022، أعلنت الشركة أن سانجاي بونين سيحل محل موهيت آرون كرئيس تنفيذي ورئيس شركة كوهيسيتي.
في ديسمبر 2024، أكملت شركة كوهيسيتي عملية الاستحواذ على شركة إدارة البيانات فيريتايس تكنولوجيز من مجموعة كارلايل مقابل 3 مليارات دولار.

## المنتجات
تقوم شركة كوهيسيتي بتطوير برمجيات تُستخدم لتوحيد وتبسيط إدارة البيانات، وتتضمن قدرات تحليلية. وتعمل برمجيات الشركة أيضًا على حل مشكلة تجزئة البيانات الجماعية، حيث تنتشر البيانات عبر أنظمة متعددة أو عن طريق مزودي خدمات سحابية. كما تركز برمجياتهم أيضًا على أمان البيانات والنسخ الاحتياطي لبيانات الشركة.

## منصة البيانات
يعد المنتج الرئيسي للشركة، داتا بلاتفورم، هو برنامج متقارب عالي الأداء يسمح للشركات بتوحيد مجموعة متنوعة من أحمال العمل، بما في ذلك النسخ الاحتياطية والأرشفة والاختبار والتطوير، إلى جانب بيانات التحليل، على منصة سحابية أصلية [الإنجليزية]واحدة. كما أنه يعمل مع الخوادم المادية وكذلك الآلات الافتراضية.
وتقوم الشركة أيضًا بتطوير برنامج إدارة البيانات والنسخ الاحتياطي المسمى داتا بروتكت، والذي يعمل على داتا بلاتفورم. وحتى العام 2019، كان الإصدار الحالي يحمل الاسم الرمزي بيغاسوس. حيث يوفر اصدار بيغاسوس v6.3 ميزات مكافحة برامج الفدية بما في ذلك اكتشاف الشذوذ باستخدام تقنيات التعلم الآلي.
من خلال الاستحواذ على شركة إمانيس داتا في عام 2019، قامت كوهيسيتي بتوسيع قدرات النسخ الاحتياطي لتشمل أحمال عمل قواعد البيانات غير العلائقية (NoSQL) ومثل مونغو دي بي MongoDB وكاساندرا (Cassandra) وكوتشبيس (Couchbase) وإتش بيز (Hbase)، بالإضافة إلى بيانات هادوب (Hadoop) المخزنة على نظام الملفات الموزع Hadoop (HDFS).
توفر أداة إدارة البيانات SaaS الخاصة بشركة هيليوس (Helios) لوحة معلومات تعرض مواقع منصة داتا بلاتفورم الخاصة بالعميل، بما في ذلك المواقع المحلية والبعيدة؛ سواء داخل المنشآت (On-premises)؛ وفي السحابة العامة. كما يتم استخدام منصة هيليوس المدعومة بالذكاء الاصطناعي من قبل شركات مثل شبكات بالو آلتو. تساعد العديد من المنتجات الموجودة في مجموعة هيليوس الشركات في التعامل مع حالات فقدان البيانات.
يتيح سوق الشركة (MarketPlace) للعملاء شراء تطبيقات الشركة الأخرى، بالإضافة إلى تطبيقات الطرف الثالث التي تعمل على منصة داتا بلاتفورم الخاصة الشركة. كما توفر الشركة أيضًا مجموعة أدوات تطوير البرمجيات (SDK) للمبرمجين الذين يرغبون في تطوير تطبيقاتهم الخاصة لـمنصة داتا بلاتفورم.

## التعافي من الكوارث كخدمة
في عام 2019، أعلنت شركة كوهيسيتي عن عرضها لخدمة استرداد الكوارث [الإنجليزية]، والذي يسمح للعملاء باستخدام خدمات أمازون ويب (AWS) كموقع استرداد البيانات في حالة وقوع كارثة. في أكتوبر 2020، أصبح برنامج داتا بروتكت كخدمة متاحًا على سحابة AWS.
يقوم تطبيق سيكيوريتي أدفايزر الخاص بشركة كوهيسيتي بفحص الثغرات التي قد تسمح بدخول البرامج الضارة. في عام 2021، تم الإعلان عن خدمة سايت كونتينويتي، للتعافي من الكوارث، إلى جانب خدمة داتا جوفرن، وهي خدمة لأمن البيانات وإدارتها.
في مايو 2022، أطلقت الشركة منتج كوهيسيتي فورتنوكس (Cohesity FortKnox). الذي يحمي بيانات المستخدم ضد برامج الفدية أو الهجمات الإلكترونية الأخرى باستخدام خزانة رقمية معزولة داخل خدمات أمازون ويب (AWS) ويتم إدارتها بواسطة شركة كوهيسيتي.
في يونيو 2022، أصبحت داتا بروتكت وفورتنوكس متاحين للعملاء في جنوب شرق آسيا.

## الروابط الخارجية
- الموقع الرسمي